# 地蔵寺 (福州市)
地蔵寺（じぞうじ）は、中華人民共和国福建省福州市晋安区岳峰鎮金鶏山にある曹洞宗の寺院。

## 歴史
地蔵寺は南朝梁の大通元年（527年）に建てられた。当時の名称は「法林尼寺」。唐の乾寧元年（894年）、寺院は重修された。五代十国時代の閩の頃には、名称が報恩寺に変更されていた。清の同治2年（1863年）、寺院が修繕された後、地蔵寺と改名された 。
中華民国時代には寺院が尼寺となり、浄土宗に改宗した。1966年、毛沢東が主導した文化大革命に際して、紅衛兵により對寺廟などの宗教施設が徹底的に破壊された。1983年、中華人民共和国国務院は仏寺を漢族地区仏教全国重点寺院に認定した。

## 伽藍
山門、天王殿、大雄宝殿（本堂）、地蔵殿、弥勒殿、観音殿、大悲殿。